# Harry Potter și Prizonierul din Azkaban (film)
Harry Potter și prizonierul din Azkaban este cel de-al treilea film din renumita serie Harry Potter, bazat pe romanul cu același nume de J. K. Rowling. Filmul a fost lansat pe data de 4 iunie 2004.

## Rezumat
În acest volum Harry se întâlnește pentru prima data cu Remus Lupin noul profesor de Apărare contra Magiei Negre și de Sirius Black, considerat de întreaga lume vrăjitorească drept un criminal notoriu - în urmă cu 13-14 ani el omorâse în masă o mulțime de "încuiați" printer care și un vrajitor care a încercat să-l oprească, faptă considerată a fi fost provocată de dispariția lui Voldemort. Faptul că acesta evadase din Azkaban reprezintă o știre atât de importantă, încât a fost transmisă și prin sistemele de informare ale încuiaților! Însă când intră în Hogwarts în ciuda multor măsuri de precauție luate de directorul și de profesorii școlii, se dovedește a nu fi atât de sângeros pe cât se părea. Mai târziu vom afla chiar că el este cel care i-a făcut cadou lui Harry mătura "Fulger"/ Bolid de Crăciun.
Harry se întâlnește cu el după ce trece prin Salcia Bătăușă pentru a-l ajuta pe Ron. Sirius, care de fapt este chiar nașul lui Harry, nu vrea decât să se răzbune pe Peter Pettigrew, adevăratul responsabil pentru moartea părinților lui Harry, James și Lily Potter, și care nu este atât de mort pe cât s-a presupus până în prezent din cauză că era transformat în șobolanul lui Ron Weasley timp de 12 ani.

## Distribuție (în ordine alfabetică)
- Alan Rickman - Profesorul Severus Snape (Plesneală)
- Bonnie Wright - Ginerva Weasley (Ginny)
- Daniel Radcliffe - Harry Potter
- David Bradley - Argus Filch
- Emma Watson - Hermione Granger
- Robbie Coltrane - Rubeus Hagrid
- Rupert Grint - Ron Weasley
- Tom Felton - Draco Malfoy (Reacredință)